# 羊たちは何を見た
『羊たちは何を見た』（ひつじたちはなにをみた）は、森生まさみによる日本の漫画作品。『ララ』（白泉社）1994年1月号に発表された読切りが好評だったため、同年4月号から7月号まで連載された。当初は3回連載の予定だったが、最終回が好評だったため、更に1回増えた。

## あらすじ
学級委員を務め、赤ん坊の妹の面倒を見る、真面目で大人しい小早川桃子は、心の中ではそんな現状を毒づく「闇」を抱えていたが、周りの期待に抗えず「いい子」を演じ続けていた。いつしか、ストレスから夜中に夢遊病で出歩くようになっていた桃子は、転校生の青柳大（ヒロ）と出会い、互いに惹かれ合い、桃子は少しずつ変わっていく。堂々とした態度が生意気と見られがちなヒロは、転校前日に別のクラスの男子たちと喧嘩をし勝っていた。ある日、その男子たちから仕返しに遭っていたヒロを、桃子が勇気を出して箒を叩きつけて救うが、殺してしまったと思い込み、ヒロに手を取られてその場を逃げ出す。幼い2人の逃避行は、不安に負けた桃子によりすぐに終わりを告げ、母親からも複雑な家庭のヒロとは付き合わないよう釘を刺される。だが、桃子は母さえも分からなかった心中を察してくれたヒロを好きになっていて、ヒロと引き離されるくらいならと、再び家出を決行する。

## 登場人物
小早川 桃子（こばやかわ ももこ）
小学4年生。学級委員を務める真面目で大人しい女の子。父親は単身赴任中で、母と赤ん坊の妹・桜と暮らしている。祖母（姑）の世話もある母からは「いい子」でいることを要求され、クラスでも自分の意見を言えず迎合しがちで鬱屈し、夢遊病の症状が出ていた。
転校生のヒロの生き生きとした態度に感化され、次第に活発になっていく。
青柳 大（あおやぎ ひろ）
桃子のクラスの転校生。家族で旅回りの劇団をしていたが、両親が亡くなり、劇団は解散。伯母の家に引き取られる。
真夜中に夢遊病で歩き回る桃子と遭遇し、桃子が隠していた本音を知り、桃子が次第に変わっていくきっかけとなる。桃子と駆け落ちし、持ち前の演技力でピンチをくぐり抜けながら逃避行を続け、保護された後、桃子の両親と桃子と会わないことを約束し、10年後に迎えに行くと宣言した。
高校2年時には劇団の期待の若手として注目を集めるようになっているが、養父母からは会社を継ぐために、劇団をやめて勉学に励んで欲しいと頼まれている。
野口 笑子（のぐち えみこ）
N大学法文学部3回生。成り行きで家出中のヒロをかくまう。中学時代、クラスメイトらにおだてられる形で付き合い始めた彼氏と、喧嘩と復縁を繰り返し、いつしか互いに束縛しない主義の大人のカップルと言われるようになるが、内心は彼のことが好きで好きでたまらず、嫉妬深い性格である。
六条 努（ろくじょう つとむ）
高校2年生。桃子に告白し、ふられた同級生。桃子がいまだに待っているというヒロを見に劇団に行った際に、成り行きで入団してしまい、好きな作家や脚本家がヒロと同じだったことから、予定外に仲良くなってしまう。

## 書誌情報
- 森生まさみ『羊たちは何を見た』白泉社〈白泉社文庫〉全1巻
  1. 2007年7月18日発行、ISBN 978-4-592-88591-7